# Henri Dutilleux
Henri Paul Julien Dutilleux (1916 – 2013) là nhà soạn nhạc người Pháp. 

## Cuộc đời và sự nghiệp
Henri Dutilleux học sáng tác âm nhạc với Henri Büsser. Sau đó, Dutilleux đoạt Giải thưởng Rome vào năm 1938.

## Phong cách sáng tác
Trong thế hệ của mình, Henri Dutilleux là một trong những nhà soạn nhạc có năng khiếu nhất, tự tạo cho mình một phong cách riêng, độc lập với tất cả các trường phái âm âm nhạc đương đại và quá khứ.

## Các tác phẩm
Henri Dutilleux đã viết:
- Các vở ballet:

- Chó sói (1953)
- Cuối mùa hè (1981)

- Các tác phẩm cho dàn nhạc giao hưởng:

- Giao hưởng số 1 (1951)
- Giao hưởng số 2 (1959)

- Các bản nhạc thính phòng
- Các bản nhạc dành cho piano